# Belon'i Tsiribihina
Belon'i Tsiribihina ou Belo-sur-Tsiribihina est une commune urbaine malgache, chef-lieu du district de Belo sur Tsiribihina située dans la partie centre-ouest de la région de Menabe.

## Géographie
La ville se situe sur les rives du canal de Mozambique et à l'embouchure du fleuve Tsiribihina, à 106 km au nord de Morondava.

## Démographie
La population de la commune est estimée à environ 72 000 habitants lors du recensement communal de 2001, formalisé dans  The Commune Census of by the Ilo program of Cornell University in collaboration with FOFIFA and INSTAT.

## Économie
L'économie est essentiellement basée sur l'agriculture, la pêche et le transport fluvial.
Le district fait partie des zones producteurs d'arachide. Il est également connu comme une ville escale pour les touristes avant de rejoindre les Tsingy de Bemaraha. La pêche emploie 10 % de la population.